# Primero de Enero (Cuba)
Primero de Enero es un municipio cubano perteneciente a la Provincia de Ciego de Ávila. 
Se encuentra situado geográficamente en el Nordeste de la Provincia de Ciego de Ávila y posee una extensión de 712,7 km. 
Fue fundado en 1918, como central azucarero, de nombre Violeta y rebautizado con su nombre actual tras el triunfo de la Revolución cubana, el 1 de enero de 1959. 

## Pedro Ballester (Velazco)
Velazco cuyo nombre oficial es Pedro Ballester es una localidad en el municipio Primero de Enero, en la provincia de Ciego de Ávila. El origen de su nombre proviene del central azucarero que allí existía. 

Con las coordenadas 21°54'51.6"N 78°19'24.6"W está localizado a 15 km de Violeta (hoy Primero de Enero) en la provincia de Ciego de Ávila y conectado a ella por un ferrocarril privado se construyó a pocos metros del central en dos hileras de casas, a ambos lados de una estrecha calle, el dueño de esta zona era Dionisio Velasco, poderoso latifundista de la mayor parte de tierras aledañas al lugar (que en esa época se encontraba dentro de la provincia de Camagüey).
Su primer y único administrador fue Ramón Blanco pero en agradecimiento a Dionisio le pone por nombre al Central Velazco. Es por esta razón que el pueblo adoptó el nombre de Velasco, por el central azucarero que le dio origen al pueblo.

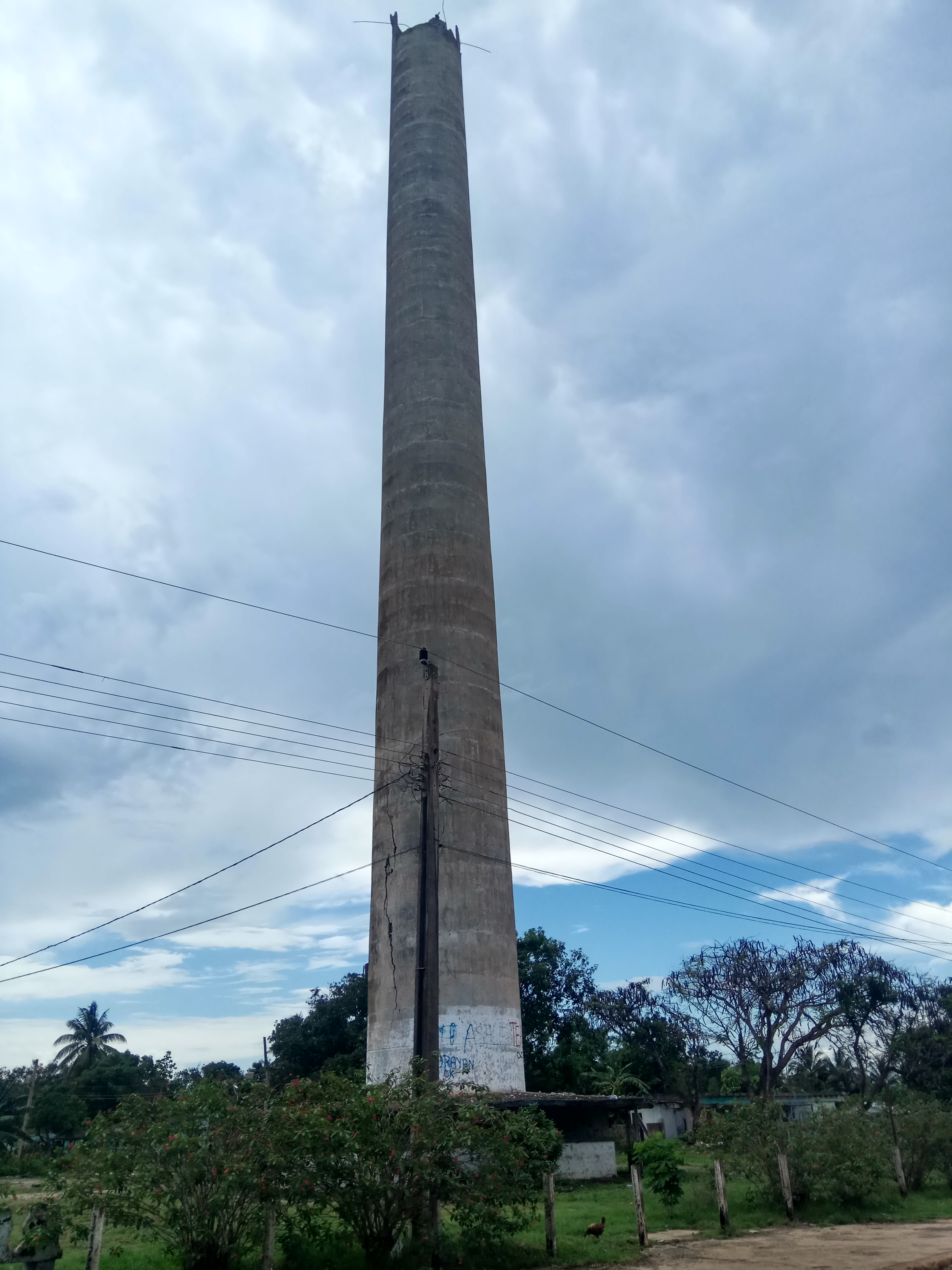
Vista actual de la Chimenea Principal